# الحب بين الجوز
الحب بين الجوز: أو كيف أنقذت عائلتي من التسمم  هي رواية هزلية وساخرة للشباب تحتوي على عناصر الحكاية الخرافية كتبتها جان فيريس. تدور أحداث القصة حول الشاب ساندي الذي تتعرض عائلته للتسمم على يد أعمامه المتآمرين في محاولة للحصول على ثروة العائلة. ينقلهم إلى قصبة الجوز وهو دار نقاهة مجاورة، حيث يحاول بمساعدة الممرضة سوني إنقاذ عائلته وإفادة سكان القصر الذين أسيء فهمهم.
نُشرت رواية الحب بين الجوز لأول مرة في 1 سبتمبر 1998 بواسطة هاركورت. كانت مراجعات العمل إيجابية في الغالب، مع التركيز على أسلوب القصة ولهجتها. رُشحت الرواية كأفضل كتاب في يلسا للشباب واحتلت المركز الثالث في قائمة أفضل عشرة كتب للمراهقين، وكلاهما في عام 1999.

## الحبكة
هوراشيو ألجير هنتنغتون أكرمان رجل أعمال ناجح تزوج من ماوسي هنتنغتون-أكرمان (نيي مالون)، وهي ممثلة مجتهدة ولديهما طفل اسمه ساندي. ينتقلون مع خادمهم الشخصي بنتلي وزوجته فلوسي إلى عقار ريفي جديد يسمى إكليبس مع عدم وجود جيران باستثناء سكان وولنت مانور، وهو منزل للنقاهة . في إحدى الأمسيات عندما أصبح ساندي شابًا بالغًا قام أعمامه بارت وبيرني بزيارة إكليبس. يُطعم الأعمام العائلة كعكة عيد ميلاد مسمومة في محاولة لوراثة ثروة العائلة، مما يُدخل الجميع باستثناء ساندي وبنتلي في غيبوبة.
ينص حكم المحكمة على حضور طبيب للإشراف على رعاية مرضى الغيبوبة (النائمون). لتلبية هذا المطلب، ينقلهم ساندي إلى المنزل المجاور وولنت مانور. هناك يلتقي بالدكتور فالديمار مدير المنشأة، وسوني ستون الممرضة المعينة لرعاية النائمين. بينما تبحث بنتلي عن علاج لغيبوبة النائمين يتعرف ساندي وسوني على المرضى الآخرين في وولنت مانور، وفي النهاية يقعان في حب بعضهما البعض.
بمساعدة الدكتور فالديمار وسكان القصر، اكتشف ساندي وسوني أن مرضى وولنت مانور تم وضعهم في رعاية المنشأة من قبل أقاربهم، الذين بصفتهم مجلس إدارة وولنت مانور يختلسون من المنزل. يقومون بكشف أخطاء مجلس الإدارة بينما تستطيع بنتلي بإيقاظ النائمين من غيبوبتهم. يقوم ساندي وسني والدكتور فالديمار وسكان وولنت مانور معًا بإحباط بارت وبيرني وإرسالهما إلى السجن.

## النشر والنوع
نُشرت رواية الحب بين الجوز لأول مرة في 1 سبتمبر 1998 بواسطة هاركورت. أوصى المراجعون بمستوايات قراءة مناسبة مختلفة، بما في ذلك الأعمار من 12 إلى 14 عامًا والأعمار من 10 سنوات فما فوق.  
وقد وصفت الرواية بأنها مهزلة وهجاء وحكاية خرافية.   كتبت أليثيا ك. هيلبيج وأغنيس ريغان بيركنز أن استكشاف القصة للجشع العائلي كان "بأسلوب ميلودراما فيكتورية"  ووصفت كوني تيريل بيرنز، في مجلة سكول لايبراري جورنال القصة بأنها "مهزلة بريطانية بدون روح الدعابة". في مراجعتهم لأدب الشباب الذي حصل على اعتراف من قبل المنشورات الأدبية الكبرى بين عامي 1997 و 2001، وصف هيلبيغ وبيركنز رواية الحب بين الجوز كواحد من العناوين القليلة المعترف بها والتي تحتوي على عناصر فكاهية.  ووصفوا الموضوع الرئيسي للرواية بأنه "قيمة الرفاهية الشخصية والجماعية للعطف والرعاية". 

## الاستقبال
تلقت رواية الحب بين الجوز مراجعات إيجابية في الغالب. علق هيلبيج وبيركنز بأن "شخصيات الرواية تتألف من شخصيات فردية ومتكاملة وتعامل بمودة" وأن موضوعات الرواية "تُنقل بمهارة وابتكار".  أشادت مجلة بابليشرز ويكلي بالقصة بسبب "مجموعة الشخصيات الشاذة وبعض الحوارات القوية" بينما كتبت أن "حبكة القصة ستجذب البالغين أكثر من الأطفال". في  مجلة هورن بوك، علقت آن سانت جون بأن "استجابات ساندي العاطفية وصراعاته الداخلية ستكون حقيقية مع المراهقين الذين بلغوا سن الرشد في وقت الاضطرابات".  وفقًا لإلين ماكغواير من مجلة مجلة أنصار صوت الشباب، فإن الحب بين الجوز "يقطر بالسحر ولكنه لا يتخمر أبدًا" ... كتاب رائع يحتوي على الكثير من  الدروس حول أنماط حياتنا سريعة الوتيرة بشكل مثير للاشمئزاز في التسعينيات على أنه "جنون". 
بالنسبة لبعض المراجعين، عززت اللهجة والأسلوب جودة الرواية. في مجلة سكول لايبراري جورنال، علق بيرنز قائلاً إن الحب بين الجوز "الرواية ميلودراميّة ومضحكة."  قارنت تقييمات كيركوس أسلوب القصة وحبكتها بتلك الخاصة بالفيلم الذي أخرجه بريستون ستورجس أو فرانك كابرا، واصفةً كيف أنها "تتمتع بأسلوب غير تقليدي وروح الدعابة الشاذة التي ستسعد القراء أو تستنفدهم، اعتمادًا على ذوقهم اعتمادًا على تسامحهم مع الكوميديا اللولبية" كتبت نانسي  ، التي كانت آنذاك محررة مساعدة في ألفريد أ. كنوبف وكراون كتب للقراء الشباب أن القصة تحتوي على "كتابة رائعة وأفكار أصلية وأسلوب حقيقي بالإضافة إلى جرعة جيدة من الفكاهة الجافة التي تنزلق إذا لم تكن منتبها إذا كنت لا تولي اهتماما." وصف وبيركنز أسلوب الرواية بأنه "سريع الحركة وجذاب وذكي". 
أشارت العديد من المراجعات إلى تحفظات في التوصية بالحب بين الجوز. كتب الناشرون ويكلي أن "نمو ساندي المتسارع من طفل في الحضانة إلى شخص بالغ مغرم بسني (في فصل واحد) في وقت مبكر من الرواية لا يترك للقراء الصغار سوى القليل للتعرف عليه". علقت كيركوس ريفيو بأن "حبكة فرعية مالية ومجموعة من الشخصيات، التي تحددها غرابة أطوارها، تعيق وتيرة القصة" بينما قال سانت جون في مجلة هورن بوك إن "بعض الشخصيات ثنائية الأبعاد".
كانت رواية الحب بين الجوز واحدة من ضمن 50 عنوانًا خياليًا مرشح كأفضل كتاب للشباب من جمعية خدمات مكتبات الشباب (يلسا) لعام 1999، وحصلت على المرتبة الثالثة (بعد هاري بوتر وحجر الساحر للكاتبة جيه كيه رولينج وثقوب لويس ساشار) في قائمة يلسا لأفضل عشرة كتب للمراهقين لعام 1999.

## الملاحظات
1. ↑  تسرد بعض المصادر بشكل غير صحيح عنوان الكتاب على أنه "الحب بين الجوز: أو كيف أنقذت عائلتي بأكملها من التسمم"[1]